# Diedrich Garlichs
Diedrich Garlichs (* 27. Januar 1679 in Neuende; † 1759 in Amsterdam) war ein Kaufmann in Amsterdam, Stifter und Erblasser gemeinnütziger und kunstfördernder Vermächtnisse. In der Literatur wird er auch als Diederich (oder Dierk) Garlichs (oder Garlich) bezeichnet.

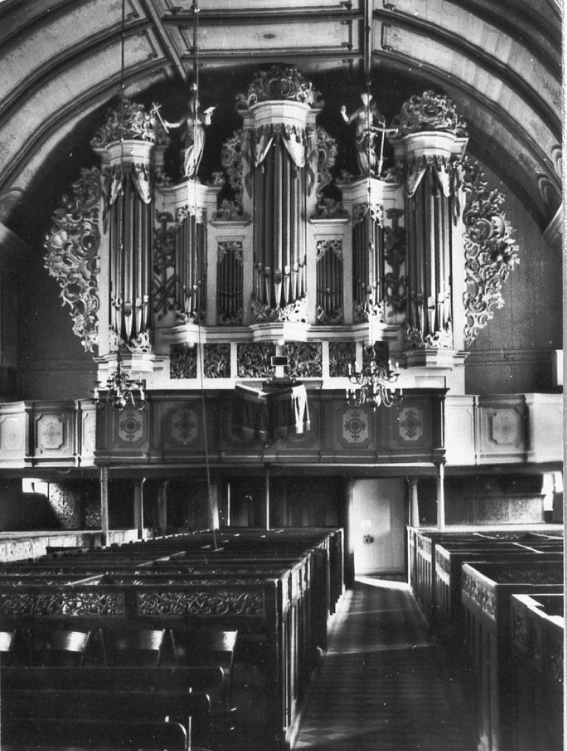
Von Diedrich Garlichs gestiftete ehemalige Orgel in Jever

## Familie
Garlichs war das einzige Kind des gleichnamigen Diedrich Garlichs (* 16. Februar 1651 Neuende, beerdigt 11. Oktober 1723 Jever) und dessen erster Ehefrau Margarethe von Ohlen, die im April 1679 nur drei Monate nach der Geburt des Sohnes starb. In zweiter und dritter Ehe hatte der Vater weitere Kinder, darunter August Garlichs. Als absehbar war, dass er selbst kinderlos bleiben würde, setzte er diesen Halbbruder als Erben ein, der aber bereits vor ihm starb.

## Werdegang
Garlichs wuchs auf dem elterlichen Bauernhof im Kirchspiel Neuende im Jeverland (Friesland) auf. Als Erstgeborener und damit ältester Sohn konnte er nach damals üblichem friesischen Jüngstenerbrecht (Anerbenrecht mit Minorat) nicht Haupterbe werden. Wahrscheinlich durch kaufmännische Beziehungen seines Vaters, der neben der Landwirtschaft auch als Kaufmann in dem kleinen Sielhafenort Kniphausersiel tätig war, verschlug es ihn nach Amsterdam. Dort nahm er seinen Wohnsitz und arbeitete ebenfalls als Kaufmann. Er heiratete 1719 Johanna Maria Pechlin, Tochter des Leidener Mediziners Johann Nikolaus Pechlin und damit Schwester des späteren Staatsmanns Johann von Pechlin. Sie starb aber bereits 1722 ohne Kinder. 1723 heiratete er in zweiter Ehe Johanna van der Aa (* 1698), Tochter aus zweiter Ehe des bedeutenden Leidener Buchdruckers, Verlegers, Buchhändlers und Kupferstechers Pieter van der Aa. Garlichs war inzwischen vermögend geworden und beide Ehen verbanden ihn mit angesehenen Familien. Garlichs zweite Frau erbte zudem 1748 nach dem Tod ihrer Eltern ein sehr ansehnliches Vermögen („zeer aanzienlijke bezittingen“). Das machte es Garlichs möglich, sich in seiner alten und neuen Heimat als Mäzen zu betätigen.

## Stiftung der Orgel in Jever und Vermächtnis
1728 war die Stadtkirche von Jever abgebrannt. Zwar ließ Fürst Johann Ludwig II., Oberlanddrost zu Jever und Regent von Anhalt-Zerbst, sogleich einen Neubau beginnen, der 1736 eingeweiht wurde. Eine von ihm veranlasste Sammlung zu Gunsten eines Neubaus auch der Orgel erbrachte aber zu wenig. Da beauftragte Garlichs von Amsterdam aus auf seine Kosten den jungen Johann Adam Berner mit dem Bau seiner ersten selbst entworfenen Orgel. Die Orgel wurde in den Jahren von 1750 bis 1756 mit drei Manualen zugleich das größte Werk des Künstlers. Noch drei Generationen später heißt es in einem Kunstführer:

„Die darin befindliche Orgel und Canzel sind ein Geschenk des vormaligen Amsterdamer Kaufmanns Diederich Garlichs, eines gebornen Jeveraners. Zur Unterhaltung und nöthigen Ausbesserung der Orgel setzte er ein Legat von 1100 RThlr. aus.“

Als 1959 die Stadtkirche im Rahmen von Holzschutz- oder Dachdeckerarbeiten am Dachstuhl erneut niederbrannte, wurde auch diese Orgel zerstört. Die Kanzel, die nach anderen Angaben ein Geschenk von Fürst Christian August, dem Bruder von Fürst Johann Ludwig, war, blieb aber weitgehend erhalten. Dass sich eine „Berechnung des Garlichschen [sic] Legats, bestimmt zur Unterhaltung der Stadtkirchen-Orgel“ in den Akten der Stadt Jever noch über die nächsten Jahrzehnte findet, zeugt von der beträchtlichen Höhe des Vermächtnisses. Mehr als 80 Jahre nach der Stiftung bezifferte die Kirchengemeinde: „Orgel-Capitalien sind 1000 Rtl. Gold vorhanden. Die Orgel ist von dem weil. Kaufmann Garlichs in Amsterdam geschenkt worden, und außerdem noch 2000 Gulden mit der Bestimmung daß von den Zinsen derselben die Orgel unterhalten werden solle.“

## Vermächtnis für die Kirche von Fedderwarden
Auch zu Gunsten der 1250 erbauten Kirche zu Fedderwarden hatte Garlichs ein Vermächtnis hinterlassen.

## Vermächtnis für Amsterdamer Studenten
Garlichs, lange Jahre Presbyter der lutherischen Kirchengemeinde von Amsterdam, vermachte bei seinem Tod 1759 die beträchtliche Summe von 30.000 Florentinern als Legat für bedürftige lutherische Studenten in Amsterdam.

## Verbindung zum Fürstenhaus Zerbst
Garlichs hielt über die Unterstützung der Kirche in Jever hinaus Kontakt zum dort herrschenden Fürsten Johann Ludwig II. von Zerbst-Anhalt. Der versuchte, dem damaligen Geschmack entsprechende Schmuckstücke und Kunstwerke zu erwerben, und war in regelmäßiger Korrespondenz mit Garlichs, um dessen Kenntnisse und Verbindungen zu nutzen. Er bestellte wiederholt bei Garlichs Waren besonderer Art, so ausgefallene Ordensbänder nach einem zugesandten Muster oder einen „MagnetStein“. Garlichs seinerseits hielt ihn von sich aus etwa durch Zusendung von Katalogen und „Advertisements“ auf dem Laufenden.